# Павсикакий
Павсикакий (Павсекакий) — старинное мужское имя древнегреческого происхождения, практически не употребляется в современной России.

## Происхождение имени
В русский язык заимствовано через посредство старославянского языка из древнегреческого. Происходит от греческих слов παῦσις (павсис) «прекращать, приостанавливать» и κακία (какиа) «порок, зло, несчастье», то есть дословно означает «прекращает зло»
.

## Формы имени
Употребляются также формы: Павсекакий, Повсикакий, Повсекакий.
Отчество: Павсекакиевич, Павсекакиевна.
Ласкательная форма: Пава

## Именины
Именины Павсекакий празднует 26 мая по новому стилю (13 мая по старому стилю).

## Иноязычные аналоги
- укр.  Павсекакій — Павсекакий
- бел.  Паўсекакій — Павсекакий

## Известные носители
- Павсикакий Синадский (? — † 606) — христианский святой, монах и аскет, епископ сиданской церкви в Сирии [6].